# Collégiale Saint-Philippe-et-Saint-Jacques d'Altötting

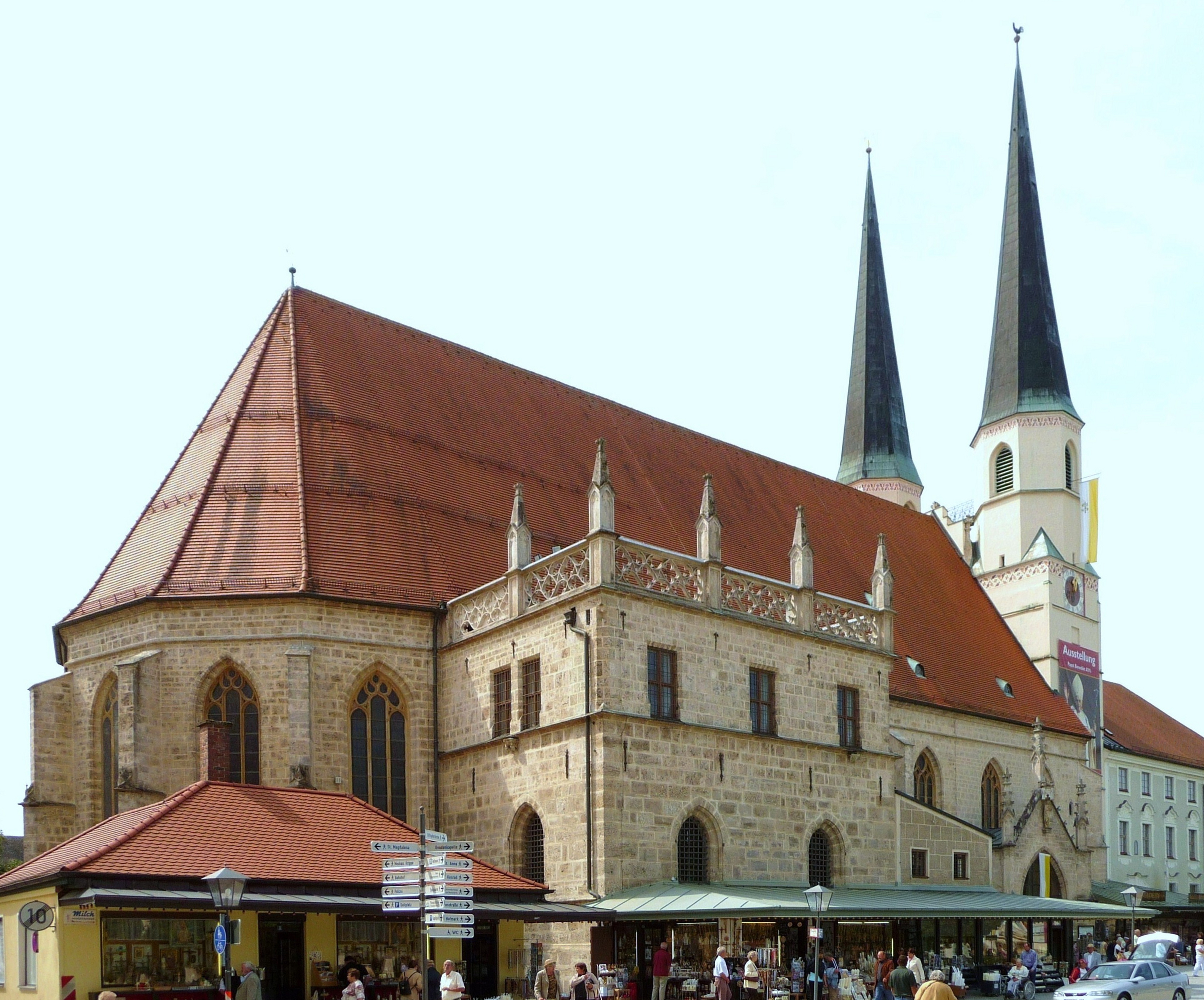
Vue de côté de la collégiale

La collégiale Saint-Philippe-et-Saint-Jacques (Stiftskirche St. Philipp und Jakob) est une église catholique d'Altötting en Bavière. Elle est d'architecture gothique tardif.

## Historique
C'est en 876 que Carloman de Bavière fonde l'église, dédiée aux apôtres saint Philippe et saint Jacques et confiée aux chanoines réguliers de saint Augustin. Elle est victime de l'invasion des Magyars en 907. Le duc Louis de Bavière la fait reconstruire en 1228-1231 en style gothique. La collégiale appartient à l'abbaye d'Altötting qui possède la paroisse d'Altötting, la ville de Neuötting, ainsi que Perach, Alzgern, Hirschhorn, Rogglfing, Burgkirchen, avec Tüßling, Waldötting (aujourd'hui Kastl avec Unterneukirchen). Les paroisses d'Eggenfelden en dépendent à partir de 1404.
Les possessions de la collégiale sont sécularisées et confisquées en 1803, à cause du recès d'Empire supprimant les congrégations et domaines ecclésiastiques. Les paroisses prennent donc leur indépendance et ne dépendent plus que du diocèse. Les augustins sont expulsés.

## Architecture

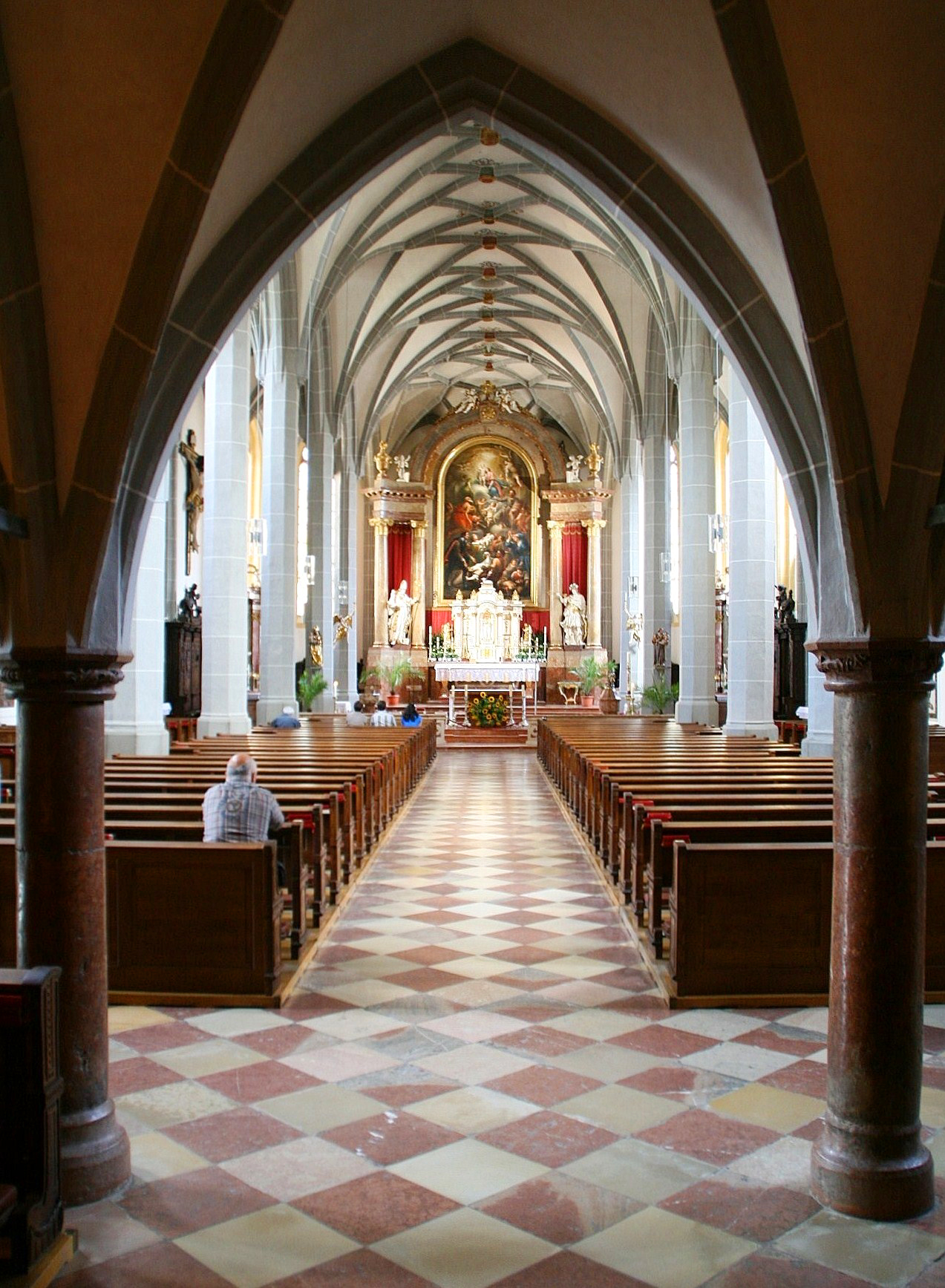
Intérieur de l'église.

L'église actuelle est le quatrième édifice à cet emplacement. Une église est consacrée en 1245 remplaçant l'ancienne église devenue trop petite. Dix ans après le début du pèlerinage à la Vierge Noire d'Altötting en 1489, l'afflux des pèlerins rend nécessaire la reconstruction de l'église. La première pierre est bénite le 1er août 1499. Les travaux durent jusqu'en 1511. La collégiale se trouve dans la proximité immédiate de la Sainte-Chapelle, au sud de la place de la chapelle (Kapellplatz). Les tours jumelles, le narthex, la tribune ouest et les murs sud demeurent en l'état et datent donc de l'église du XIIIe siècle.
Les maîtres d'œuvre sont Hans Perger et Ulrich Häntler, originaires de Burghausen.
Cette église est la dernière église-halle du sud de l'Allemagne à avoir été construite à l'époque gothique. Elle mesure 52 mètres de longueur, 18 mètres de largeur et 13 mètres de hauteur au milieu de la nef. Les tours s'élèvent à 48 mètres de hauteur.
Les portails sud et nord datent du XVIe siècle et sont décorés de bas-reliefs et de statues de la main d'un maître inconnu dit le maître des portes d'Altötting par les historiens d'art. La célèbre horloge surmontée d'un squelette dit la mort d'Altötting se trouve près de la porte nord. Le maître-autel date de 1800 environ avec un tableau d'autel datant de 1796, œuvre de J.J. Dorner, qui montre la Vierge Marie Secours des chrétiens. De chaque côté se trouvent les statues de saint Sébastien et de saint Rupert.
C'est dans l'ancienne salle du trésor que se trouve le fameux Goldenes Rössl (Cheval d'or) offert par Isabeau de Bavière à son époux Charles VI qui le mit en gage peu après. Ce joyau unique a été présenté à Paris en 2004. Le pape Benoît XVI, au cours de sa visite pastorale de 2006 en Allemagne, s'est rendu ici, où il a béni l'inauguration de la nouvelle chapelle aménagée dans cette salle.
La chapelle Tilly qui abrite la sépulture du maréchal de Tilly et de sa famille, et qui est l'une des quatre chapelles du côté sud, est également fameuse par ses vitraux du XVe siècle.

## Illustrations

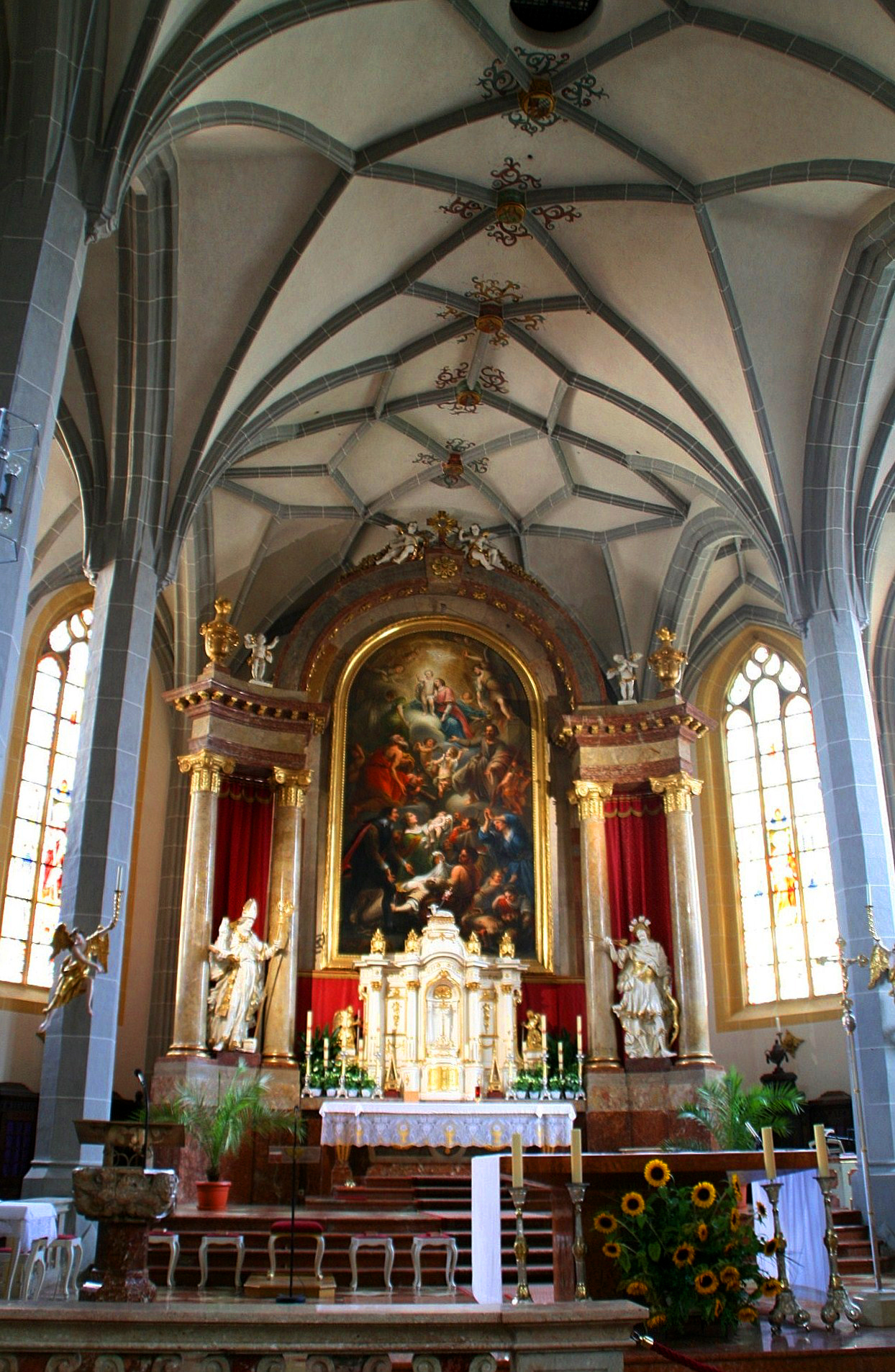
Maître-autel
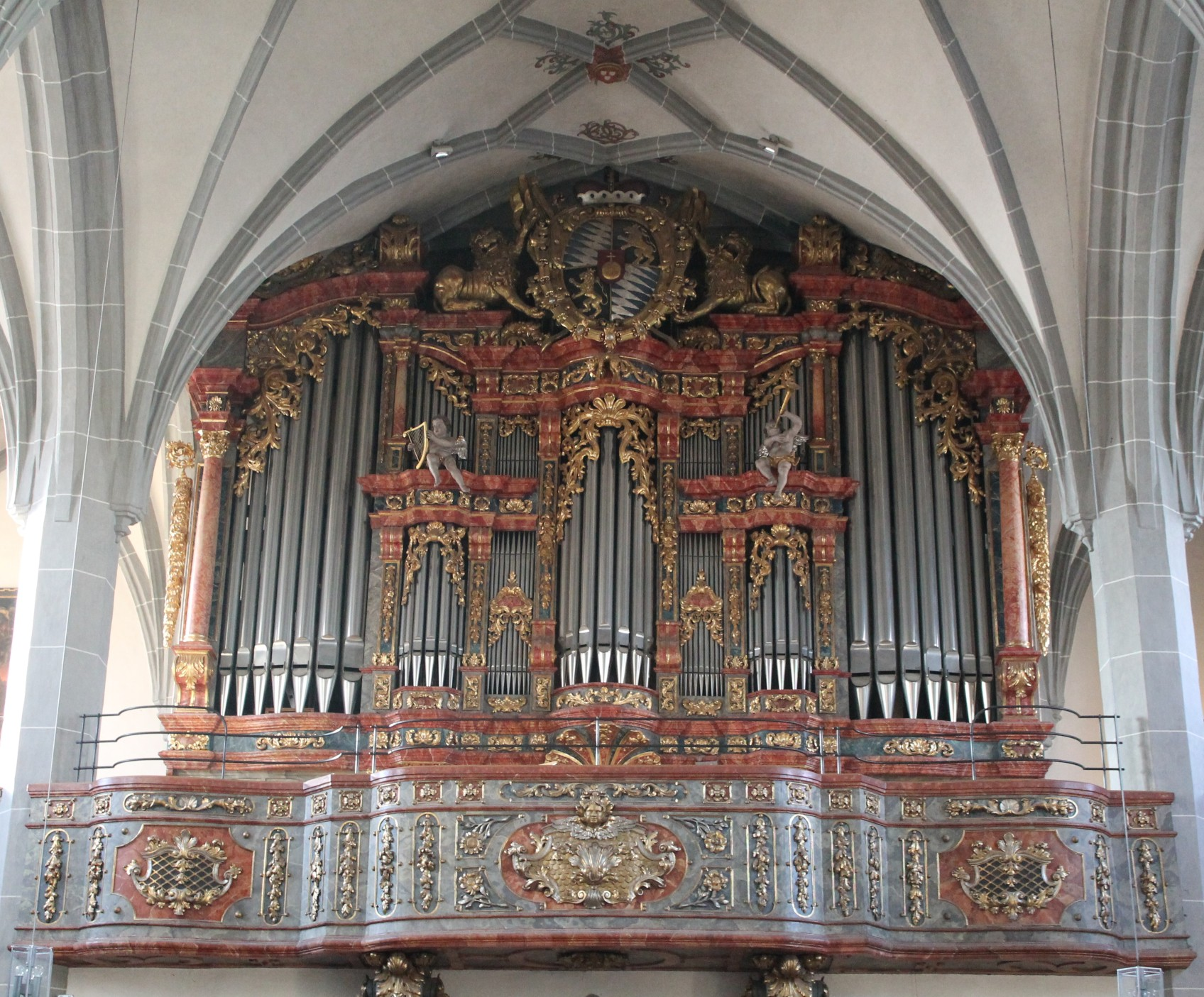
Orgue dont le buffet date de 1724
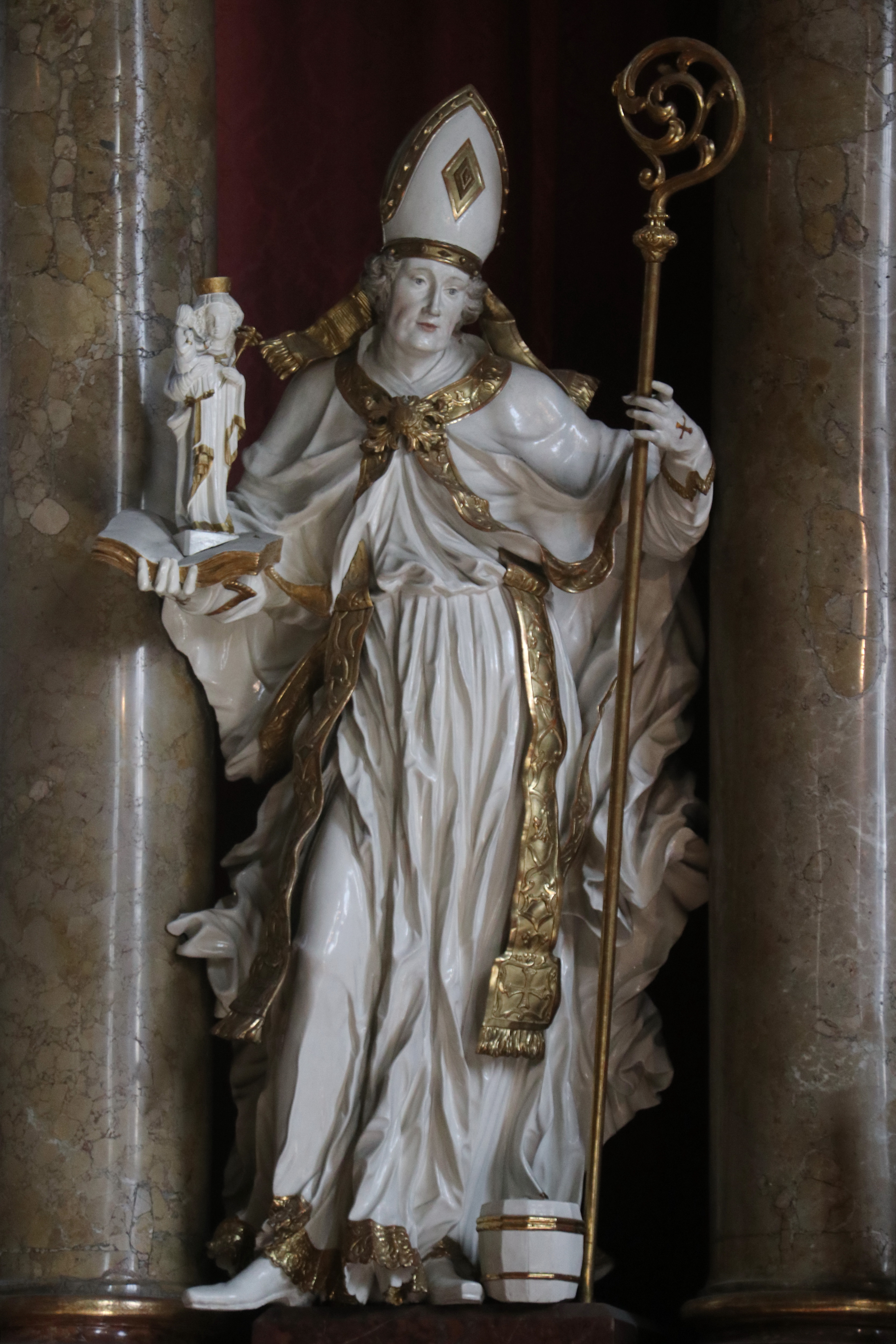
Statue de saint Rupert
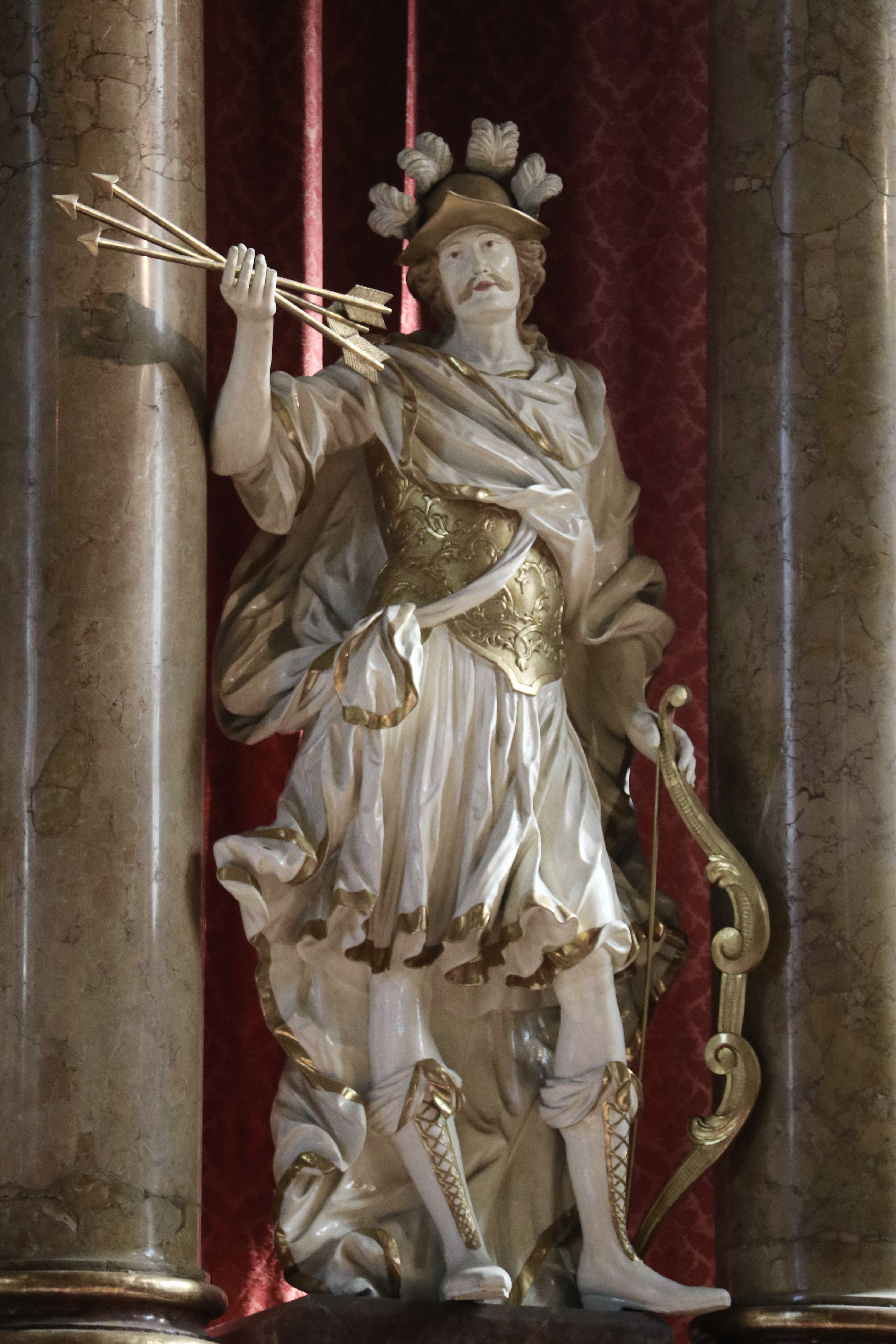
Statue de saint Sébastien
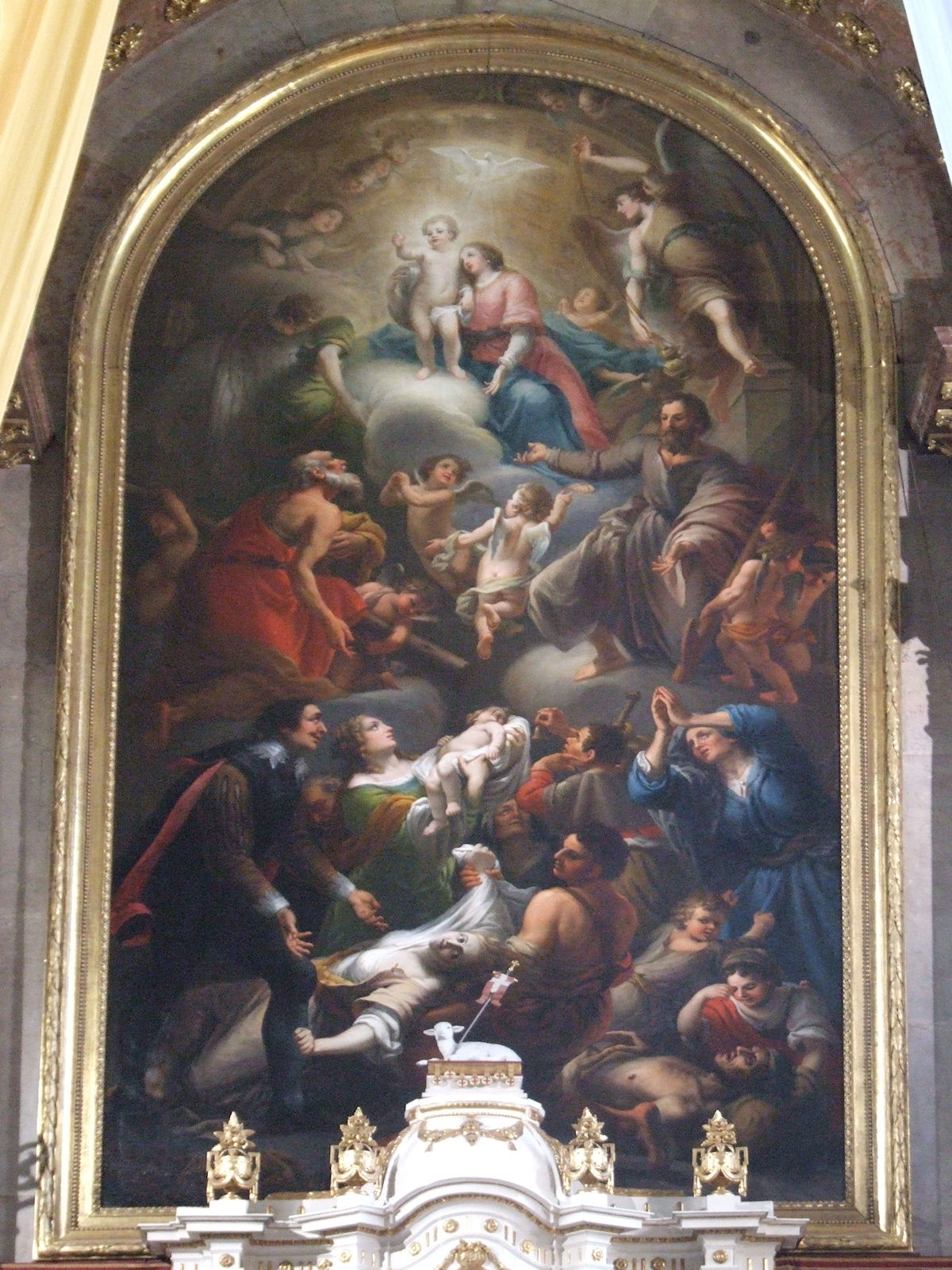
Tableau du maître-autel

## Source
- (de) Cet article est partiellement ou en totalité issu de l’article de Wikipédia en allemand intitulé « Stiftspfarrkirche St. Philipp und Jakob (Altötting) » (voir la liste des auteurs).